# Туре, Сулейман Исаак
Сулейма́н Исаа́к Туре́ (фр. Souleymane Isaak Touré; род. 28 марта 2003, Гонесс) — французский футболист, защитник клуба «Лорьян».

## Клубная карьера
Туре — воспитанник клубов «Сент-Пьер», «Клеон» и «Гавр». 29 августа 2020 года в матче против «Амьена» он дебютировал в Лиге 2 в составе последнего. Летом 2022 года Туре перешёл в «Олимпик Марсель». подписав контракт на 5 лет. Сумма трансфера составила 5,5 млн евро. 31 августа в матче против «Клермона» он дебютировал в Лиге 1.
3 января 2023 года Туре на правах аренды присоединился к «Осеру». 11 января в матче против «Тулузы» он дебютировал за новый клуб. 7 мая в поединке против «Клермона» Исаак забил свой первый гол за «Осер». 

## Международная карьера
В 2022 году в составе юношеской сборной Франции Туре принял участие в юношеском чемпионате Европы в Словакии. На турнире он сыграл в матчах против команд Словакии, Румынии и Израиля.